# Saint-Saëns
Saint-Saëns /sɛ̃ˈsɑ̃/ è un comune francese di 2 530 abitanti situato nel dipartimento della Senna Marittima nella regione della Normandia.

## Società

### Evoluzione demografica
Abitanti censiti